# Droga A82 (Wielka Brytania)
Droga A82 − trasa tranzytowa w Szkocji biegnąca z Glasgow do Inverness przez Fort William. Jej długość to 269 km.